# No II
No II es un split de las bandas Sonic Youth y Cell, publicado en 1992 en Alemania por el sello Ecstatic Peace! en formato 7".

## Lista de canciones
| No II |                                |          |  |
| N.º   | Título                         | Duración |  |
| 1.    | «No Part II» (Lado A, en vivo) |          |  |
| 2.    | «Fall» (Lado B)                |          |  |

La canción «No Part II» fue grabada en vivo en una interpretación junto con Yamantaka Eye, integrante de la banda Boredoms, en el concierto Pretty Fucking Dirty tour '92, una gira de Sonic Youth para promover su álbum Dirty. Esta canción pertenece a su EP TV Shit.